# La nave della magia
La nave della magia (Ship of Magic) è un romanzo fantasy del 1998 dell'autrice statunitense Megan Lindholm con lo pseudonimo di Robin Hobb; è la prima parte del romanzo originale Ship of Magic, pubblicato in italiano in due volumi, che costituisce il primo capitolo della trilogia dedicata ai Mercanti delle navi viventi, edito in Italia come il ciclo dei mercanti di Borgomago e suddiviso in cinque volumi.
Il ciclo dei mercanti di Borgomago narra degli eventi che avvengono circa dieci anni dopo la fine della Guerra delle Navi Rosse.
Tutti gli avvenimenti sono ambientati nei territori meridionali ai Sei Ducati.
L'autrice, a differenza del Ciclo dei Lungavista dove il racconto è strutturato sulle memorie in prima persona del protagonista, questa volta affronta la narrazione descrivendo la storia impersonalmente: non vi è un solo protagonista ma più correttamente sono narrate le vicende di diversi personaggi che nel corso del romanzo prendono corpo in un'unica narrazione organica.
La nave della magia racconta l'intrecciarsi di tre storie principali: quella del pirata Kennit che accarezza il sogno di catturare per sé una nave vivente; quindi le vicende della famiglia Versit, mercanti di Borgomago sull'orlo del fallimento; infine la vita di un groviglio di serpenti marini, enormi e velenose creature che appaiono selvagge agli umani ma che sono dotate di un'ancestrale coscienza assopita.
Le vicende continuano nella seconda parte del romanzo, edito in italiano come La nave in fuga.

## Trama
Con la morte del capofamiglia Ephron Vestrit, il veliero Vivacia, fatto del legno magico delle Giungle della Pioggia, diviene senziente: il suo comando viene affidato però ad un membro acquisito della famiglia Vestrit, il capitano Kyle Haven. La magia che anima ogni veliero vivente, però, esige che vi sia un consanguineo sempre a bordo: il capitano Haven decide di portare con sé il suo figlio primogenito, ponendo fine al suo noviziato sacerdotale presso un monastero di Sa. A tredici anni Wintrow Heaven viene costretto dal padre a divenire mozzo sulla sua nave di famiglia. Althea Vestrit, secondogenita della famiglia che da anni aspetta di divenire capitano della Vivacia, delusa dal testamento di suo padre che decreta di affidare la nave vivente al marito della sua sorella maggiore, scappa di casa ma strappa una promessa al cognato: portando con sé le prove di essere un buon marinaio riceverà il comando della Vivacia. Così mentre Kyle Haven si assume l'onere di salvare dal tracollo finanziario la famiglia Vestrit iniziando il proficuo ma abietto commercio di schiavi, Althea ora esule stringe nuove amicizie: l'ex primoufficiale della Vivacia, Brashen Trell,  licenziato dal nuovo capitano; una forestiera scultrice di legno, Ambra, che sembra conoscere i sentimenti che animano le intenzioni di Althea ed il veliero vivente Paragon, la nave maledetta della famiglia LaSuerte che ormai è abbandonata isolata su una spiaggia in secca.
Il Capitano Kennit, ambizioso ed abilissimo pirata, assieme al suo infido primo ufficiale Sorcor coltiva il sogno di diventare Re dei Pirati e signore delle Rive Maledette: indirizza così le sue scorrerie su navi schiaviste di Chalced, liberando a Borgo Baratto gli schiavi. Man mano, tutti gli abitanti delle Rive Maledette composti da prostitute, criminali in fuga, ex-schiavi, esiliati e apolidi iniziano a nutrire rispetto per questo giovane e rampante pirata: l'idea di affidarsi ad un leader per la propria riscossa inizia a prendere forma negli abitanti delle Rive Maledette. Ma Kennit è determinato a entrare nella leggenda anche per un altro motivo: essere il primo pirata che cattura per sé una nave vivente,
Il libro si conclude così come aveva aperto la narrazione: il serpente marino Maulkin sta guidando il suo groviglio in un viaggio affidato a reminiscenze di una vita che percepisce come sogno di qualcuno. Solo la condivisione dei propri umori e secrezioni, che permette la condivisione dei ricordi, salva il serpente Maulkin dagli attacchi dei propri simili, così la loro migrazione dal profondo sud lungo i mari più settentrionali continua in attesa di trovare la strada giusta per il loro destino.